# Осіна-Дужа
Осіна-Дужа (пол. Osina Duża) — село в Польщі, у гміні Келчиґлув Паєнчанського повіту Лодзинського воєводства.
Населення — 146 осіб (2011).
У 1975-1998 роках село належало до Серадзького воєводства.

## Демографія
Демографічна структура станом на 31 березня 2011 року:
|          | Загалом | Допрацездатний вік | Працездатний вік | Постпрацездатний вік |
| -------- | ------- | ------------------ | ---------------- | -------------------- |
| Чоловіки | 76      | 12                 | 50               | 14                   |
| Жінки    | 70      | 17                 | 32               | 21                   |
| Разом    | 146     | 29                 | 82               | 35                   |